# جول هوفمان
جول أ. هوفمان (بالفرنسية: Jules A. Hoffmann)‏ (من مواليد 2 أغسطس 1941 في إشترناخ، لكسمبرغ) هو عالم أحياء فرنسي من أصل لكسمبورغي، تقاسم جائزة نوبل في الطب لعام 2011 مع بروس باتلر، تقديراً لاكتشافاتهما المتعلقة ب «تفعيل الحصانة الفطرية» (كما ذهب الثلث الباقي من الجائزة إلى رالف م. ستينمان «لاكتشافه الخلية الشجرية ودورها في الحصانة التكيفية»).
يعمل هوفمان مديراً للأبحاث وعضو مجلس مدراء المركز الوطني للبحث العلمي في ستراسبورغ بفرنسا، كما تولى رئاسة الأكاديمية الفرنسية للعلوم عام 2007.

## دراسته

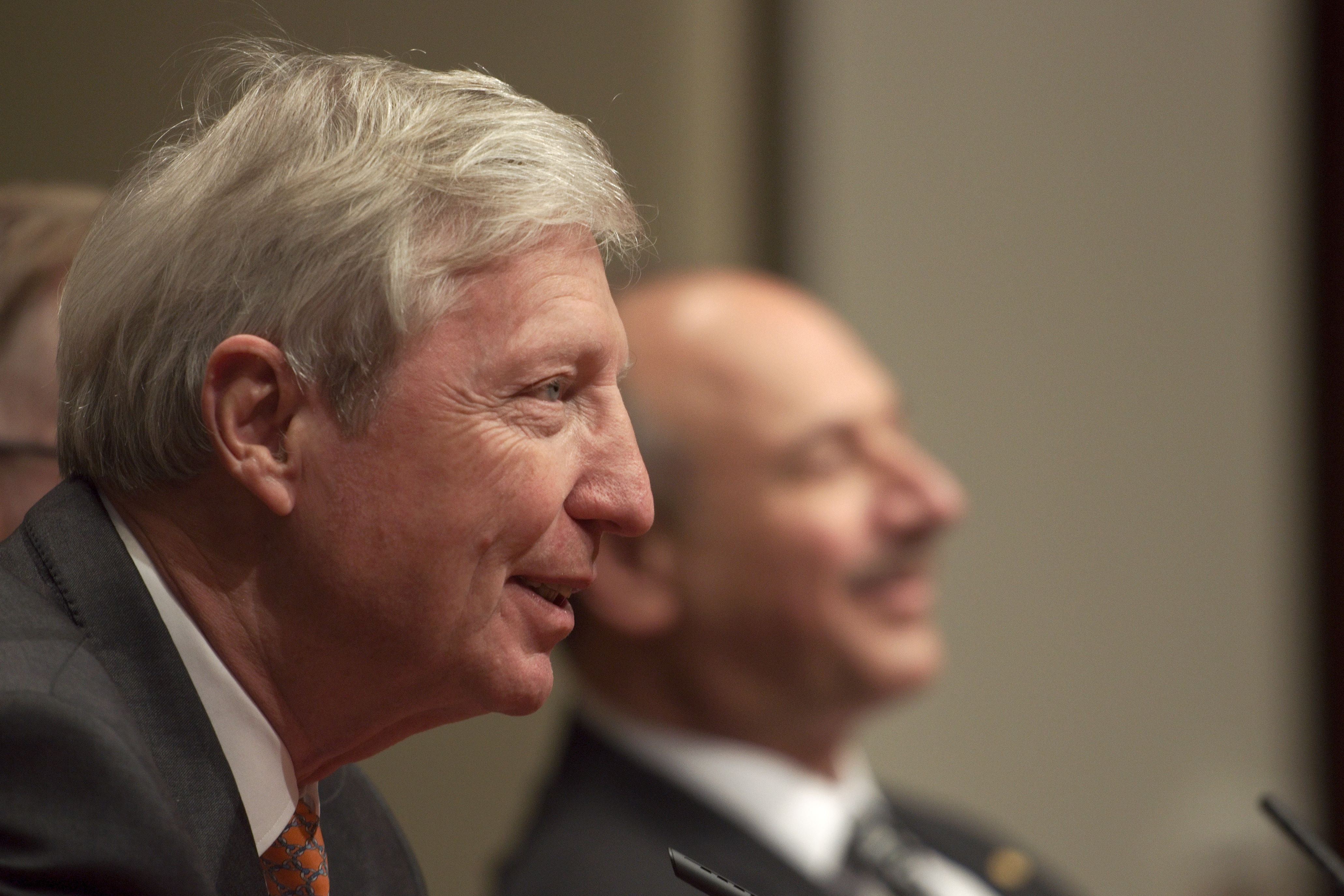
هوفمان وبروس بوتلر

تخرج هوفمان في جامعة ستراسبورغ الفرنسية متخصصاً في في علمي الأحياء والكيمياء، ثم حصل على درجة الدكتوراه في علم الأحياء من نفس الجامفعة عام 1969. وفي أعقاب ذلك التحق بدراسات ما بعد الدكتوراه في معهد الكيمياء الفسيولوجية بجامعة فيليب في ماربورغ بألمانيا عامي 1973 و1974.

## الجوائز
- 2003 ـ جائزة وليم ب. كولي من معهد أبحاث السرطان
- 2004 ـ جائزة روبرت كوخ
- 2007 ـ جائزة بلزان مناصفة مع بروس بوتلر لاكتشافاتهما في مجال المناعة الفطرية.
- 2010 ـ جائزة لويس روزنشتيل (مناصفة مع رسلان ميدجيتوف)
- 2010 ـ جائزة كيو للعلوم الطبية
- 2011 ـ الجائزة الدولية لمؤسسة غيردنر (مناصفة مع الياباني شيزو أكيرا)
- 2011 ـ جائزة شو (تقاسمها مع بروس بوتلر ورسلان ميدجيتوف)
- 2011 ـ الميدالية الذهبية للمركز الوطني الفرنسي للبحث العلمي
- 2011 ـ جائزة نوبل في الطب (مشاركة مع بروس بوتلر ورالف ستاينمان)

## وصلات خارجية
- هوفمان جول- الموقع الرسمي